# Kleinste überlebensfähige Population
Die kleinste überlebensfähige Population (englisch Minimum Viable Population oder MVP) ist ein Begriff aus der Populationsgenetik. Es handelt sich um die kleinste mögliche effektive Populationsgröße, die unter festgelegten Bedingungen noch überlebensfähig ist. Der Populationsbegriff kann dabei auf unterschiedliche Bedingungen angewandt werden: Meist betrachtet man dabei eine bedrohte wild lebende Spezies, aber auch eine Hunderasse oder eine genetisch isolierte Gruppe von Bauernhofkatzen oder Labormäusen kann eine Population im Sinne der MVP darstellen.

## Schätzen der MVP
Die MVP wird im Allgemeinen mit Computermodellen geschätzt, welche verschiedene Kenngrößen wie etwa die Wahrscheinlichkeit von Naturkatastrophen, Inzuchtdepression und Purging, Klimaveränderung und ihre Auswirkungen und andere an die jeweils betrachtete Population angepasste Bedingungen über einen festgelegten Zeitraum definieren. Eine einheitliche und verbindliche Definition ist nicht vorhanden, aber normalerweise wird eine effektive Populationsgröße dann als MVP bezeichnet, wenn eine solche Modellrechnung in weniger als fünf Prozent der Fälle über einen Zeitraum von 100 bis 1000 Jahren zum Aussterben der Population führt.